# Coussapoa oligocephala
Coussapoa oligocephala är en nässelväxtart som beskrevs av John Donnell Smith. Coussapoa oligocephala ingår i släktet Coussapoa och familjen nässelväxter. Inga underarter finns listade i Catalogue of Life.
Arten förekommer i södra Mexiko i delstaterna Tabasco, Chiapas och Campeche samt i Guatemala och Belize. Den hittas i låglandet och i kulliga områden upp till 900 meter över havet.
Denna växt är utformad som buske eller som träd. Träden är upp till 55 meter höga. Coussapoa oligocephala ingår i tropiska skogar som vanligen är fuktiga. Arten hittas ofta tillsammans med träd av släktet Bursera. Grunden där Coussapoa oligocephala växer är vanligen rik på karbonat och gips.
Intensivt skogsbruk och skogens omvandling till jordbruks- eller betesmarker hotar beståndet. IUCN listar arten som sårbar (VU).